# Madia
Madia é um género botânico pertencente à família Asteraceae. Também conhecida como Erva Daninha de Alcatrão.

## Especies
- Madia anomala Greene
- Madia chilensis (Nutt.) Reiche
- Madia citrigracilis D.D.Keck
- Madia citriodora Greene
- Madia elegans D.Don ex Lindl.
- Madia exigua (Sm.) A.Gray
- Madia glomerata Hook.
- Madia gracilis (Sm. ex Sm.) D.D.Keck
- Madia radiata Kellogg
- Madia sativa Molina
- Madia subspicata D.D.Keck

## References
1. ↑  «Madia». Global Compositae Checklist. Consultado em 23 de maio de 2011